# Elise Hedinger
Elise Hedinger (* 3. Juli 1854 in Berlin als Blanca Elise Neumann; † 30. September 1923 ebenda) war eine deutsche Malerin.

## Leben

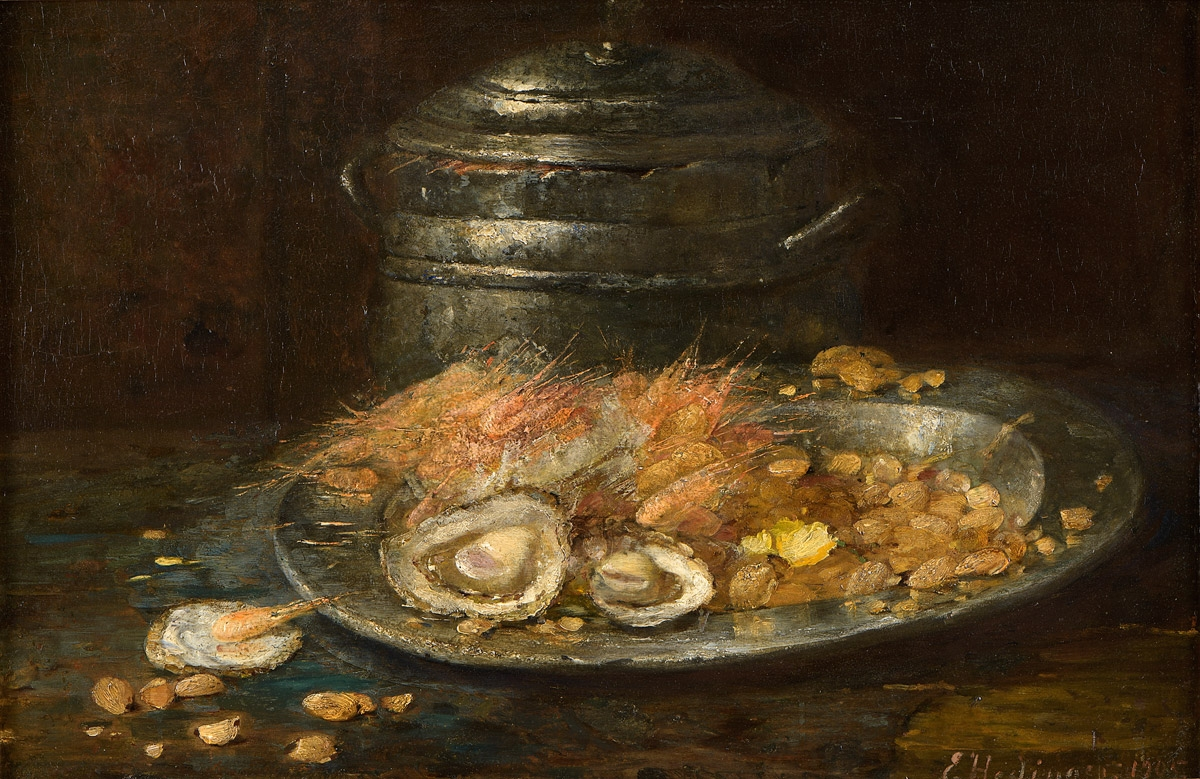
Elise Hedinger: Stillleben mit Garnelen und Austern (1905, Öl auf Holz, 58,5 × 80,5 cm)

Elise Neumann wurde im Sommer 1854 in Berlin geboren und wurde dort bei Charles Hoguet, Albert Hertel und Karl Gussow ausgebildet. Hoguet war ihr Stiefvater. Weiteren Unterricht erhielt sie von Eugen Bracht, bevor sie nach Paris ging, wo sie als Schülerin bei Guillaume Fouace studierte. Anschließend kehrte sie nach Berlin zurück. Dort schloss sie sich dem Verein der Berliner Künstlerinnen an. 1875 heiratete sie den Oberstleutnant Friedhelm Hedinger (1842–1890).
Hedingers Gemälde sind in den Genres des Stilllebens, der Landschaftsmalerei und der Interieurmalerei, oftmals mit niederländischen Einflüssen, zu verorten. Ab 1879 zeigte sie ihre Gemälde auf überregional bedeutsamen deutschen Kunstausstellungen, darunter in der Preußischen Akademie der Künste und im Münchener Glaspalast sowie auf der Großen Berliner Kunstausstellung und der Großen Kunstausstellung Dresden. 1901 beteiligte sie sich an der Internationalen Kunstausstellung. Stand 1910 war eines ihrer Gemälde im Besitz des Wallraf-Richartz-Museums in Köln. Hedinger starb 1923 in Berlin.